# A Sailor Moon Crystal Season III epizódjainak listája
Ez a szócikk a Sailor Moon Crystal című anime mangahű adaptációjának harmadik évadának epizódismertetőit tartalmazza. A sorozat a Toei Animation műtermeiben készült. Ezt az évadot, az előzővel ellentétben, már nem adta le a NicoNico nevű tartalomszolgáltató többféle felirattal, a világpremierrel egyidőben, ráadásul már nem a TV Asahi, hanem a rivális Tokyo MX csatorna vetítette.
Történetvezetése a manga harmadik sztoriszálát követi, a "Mugen" ("Végtelenség") sztorit. A főszereplőknek ezúttal egy másik naprendszerből érkezett hódítókkal kell szembeszállniuk, akik sokkal erősebbek, mint eddig bármelyik ellenfelük. A kalandokat bonyolítja két új holdharcos felbukkanása, akik egyáltalán nem akarnak a régiekkel együttműködni. Néhány szereplő pedig különös rémlátomásokat tapasztal a világ pusztulásáról és három rejtélyes talizmánról. Az első epizódot 2016. április 4-én mutatták be, és minden héten hétfőn adtak le újabb részeket.

## Epizódismertető
| 1 | Act 27 – Mugen 1 Jokan –Zenpen– (無限1 予感・前編) 27. fejezet – Végtelenség 1 – Megérzések – Első rész | 2016. április 4.  |  |  |  |  |
| Egy titokzatos entitás, Pharaoh 90 bukkan fel, akinek szemmel látható célja a Naprendszer leigázása. Közben Mamoru és Rei is furcsa látomásokat látnak három talizmánról, és hogy ezek felbukkanása pusztítja el a világot – ezzel egyidőben egy különös fiatal lány is ugyanezt a víziót álmodja. A holdharcosok életéből ismét eltűnik a béke, amikor különös események kezdenek el történni: a Végtelen Akadémia nevű elitiskola diákjai "visszafejlődnek" szörnyekké az utcán, és terrorizálják az embereket. Felbukkan két új diák: az autóversenyző Tennó Haruka és a hegedűművész Kaió Micsiru, akik egy párt alkotnak, és a Végtelen Akadémiára járnak. Uszagi Harukával, Mamoru pedig Micsiruval ismerkedik meg véletlenül. Miután a szemük láttára is történik egy "visszafejlődés", a holdharcosok kénytelenek akcióba lépni, és hosszas tanácskozás után úgy döntenek, be kell jutniuk az Akadémiára körülnézni és gyanús jelek után kutatni. | |                   |  |  |  |  |
| 2 | Act 27 – Mugen 1 Jokan -Kóhen- (無限1 予感・後編) 27. fejezet – Végtelenség 1 – Megérzések – Második rész | 2016. április 11. |  |  |  |  |
| Mamoru elviszi Csibiuszát és barátnőit a Végtelen Akadémia melletti vidámparkba. Kaolinite, a Witches 5 vezetője utasítást ad a csapatának a holdharcosok megölésére. Uszagi és barátnői megpróbálnak bejutni az iskolába nyomozni egy kicsit, de Haruka és Micsiru, akik oda járnak, az útjukat állják és azt követelik, ne üssék bele az orrukat ezekbe a dolgokba. A vidámparkban Csibiusza találkozik egy Hotaru nevű lánnyal, aki nagyon rosszul van – nem sokkal később egy macskából fejlődik vissza egy démon és támadásba lendül. A holdharcosok visszaverik a támadást, Csibiusza megsérül, Hotaru pedig varázslatos módon begyógyítja a sebesülését. Eközben két rejtélyes alak figyeli a harcosokat a távolból. | |                   |  |  |  |  |
| 3 | Act 28 – Mugen 2 – Hamon (無限2 波紋) 28. fejezet – Végtelenség 2 – Visszaverődések | 2016. április 18. |  |  |  |  |
| Hotaruról kiderül, hogy az ő apja Tomoe professzor, aki az akadémia tulajdonosa. Ajándékoz lányának egy amulettet arra az esetre, ha rátörnének a rohamok, mert ha előveszi, jobban érzi magát. Közben Kaolinite is víziót lát a három talizmán előkerüléséről. Uszaginak feltűnik, hogy Haruka és Micsiru hasonlítanak a két új harcosra. Rei a hegyekbe utazik, hivatalosan megtisztulásra, a valóságban az akadémia diákjainak megfigyelésére. Barátnői váratlanul meglepik, hogy együtt ünnepelhessék a 15. születésnapját. A hegyekben Eudial, a Witches 5 egyik tagja tart ceremóniát, amelyben azt kéri, hogy a diákok adják át lelküket és testüket az ő mesterüknek, Pharaoh 90-nek. Sailor Moon végez velük, majd megfigyeli az egyik rejtélyes holdharcost, akinek a nyomába ered. Már éppen elvesztené a nyomát, amikor az megjelenik előtte, és közli, hogy ne avatkozzon az ő dolgukba, majd megcsókolja Sailor Moon-t. | |                   |  |  |  |  |
| 4 | Act 29 – Mugen 3 – Futari (無限3 –2人 New Soldiers–) 29. fejezet – Végtelenség 3 – Két új harcos | 2016. április 25. |  |  |  |  |
| Uszagi rádöbben, hogy a harcos, akivel találkozott, Haruka volt. A többi holdharcos előtt is megjelenik a vízió a három talizmánról és a világ pusztulásáról. Mimete, a Witches 5 második tagja, magát popsztárnak, Mimi Hanyunak álcázva akar lelkeket szerezni Pharaoh 90-nek. Csibiusza meglátogatja otthonában Hotarut. Amikor a lány rosszul lesz, az Ezüstkristály erejével segít rajta. Hazafelé Haruka és Micsiru viszik őt helikopterrel. Micsiru elárulja, hogy a kézitükre egy talizmán. Minako beszökik Mimi Hanyu koncertjére, a lányok pedig utánaerednek. Mimete démonokat idéz a holdharcosokra, akik végeznek velük – kivéve Mimete-tel, mert vele a két új harcos, Sailor Uranus és Sailor Neptune végez. | |                   |  |  |  |  |
| 5 | Act 30 – Mugen 4 Sailor Uranus –Tennó Haruka– Sailor Neptune –Kaió Micsiru– (無限4 Sailor Uranus 天王はるか Sailor Neptune 海王みちる) 30. fejezet – Végtelenség 4 – Sailor Uranus –Tennó Haruka– Sailor Neptune –Kaió Micsiru– | 2016. május 2.    |  |  |  |  |
| A holdharcosok kérdőre vonják a két új harcost, hogy kik ők, de Sailor Uranus csak annyit mond, hogy nem szövetségesek, majd megtámadják őket és elhagyják a helyszínt. Luna elárulja, hogy ők az úgynevezett Külső Holdharcosok, akik a Naprendcszert a külső hódítóktól védték, küldetésük magányos, és normális esetben nem lenne szabad találkozniuk velük. Mamoru és Uszagi segítenek egy iskolai feladatban megépíteni a Szent Grál mását Csibiuszának, és közben tisztázzák a szerelmi életükben kialakult félreértéseket is. Ami úgy dönt, részt vesz az akadémia egyik versenyvizsgáján, hogy nyomozhasson, és találkozhasson Bidó Juival, az iskola zsenijével – aki valójában Viluy, a Witches 5 tagja. Amikor Viluy rájön, hogy Ami valójában Sailor Mercury, rátámad. A holdharcosok is becsatlakoznak a küzdelembe, ám ekkor megérkezik Haruka és Micsiru is. Haruka megmutatja a második talizmánt: egy kardot, mellyel végez Viluy-jal. Eközben a Keió Egyetemen felbukkan egy tehetséges fizikus diák, aki nagyon hasonlít Sailor Plutóra, és a Meió Szecuna névre hallgat. | |                   |  |  |  |  |
| 6 | Act 31 – Mugen 5 Sailor Pluto –Meió Szecuna– (無限5 Sailor Pluto 冥王せつな) 31. fejezet – Végtelenség 5 – Sailor Pluto –Meió Szecuna–                                                                                          | 2016. május 9.    |  |  |  |  |
| Szecuna a téridő változásait kutatja. Pharaoh 90 maga elé idézi Tomoe professzort és Kaolinite-ot, és követeli, hogy minél előbb találjanak újabb lelkeket a Taioron kristály számára. addig, míg meg nem kaparintja az Ezüstkristályt. Makoto meghallja, hogy egy új növényfajtát, a tellunt nemesítették ki az akadémián, amelynek egyáltalán nem kell víz. Úgy dönt, ő is vesz egy ilyen növényt – majd másnap ő és az őt meglátogató Minako úgy ébrednek, hogy a növény elszívta az összes energiájukat. A holdharcosok az akadémiára mennek, ahol a Witches 5 egyik tagja, Tellu várja őket – míg a váratlanul felbukkanó Sailor Pluto nem végez vele. | |                   |  |  |  |  |
| 7 | Act 32 – Mugen 6 Szan Szensi (無限6 3戦士) 32. fejezet – Végtelenség 6 – Három harcos | 2016. május 16.   |  |  |  |  |
| Sailor Pluto felfedi, hogy Neo-Queen Serenity adta vissza az életét és visszaküldte a múltba egy küldetéssel. Ő, Sailor Uranus és Sailor Neptune elmondják Uszaginak, aki Serenity hercegnővé változik, küldetésük lényegét. Egy idegen naprendszerből származó hódító készül leigázni a bolygót, központja pedig a Végtelen Akadémia területén van. Az ő feladatuk végezni vele, a többi harcoslánynak pedig ki kell maradnia ebből. Időközben az iskolát bezárták, megmagyarázhatatlan eltűnések miatt. Luna rábírja Csibiuszát, hogy a Hotaruval való barátságát kihasználva kémkedjen Tomoe professzor után. Csibiusza felfedezi, hogy Hotaru egyes testrészei biomechanikusak – a lány egy kiborg – , és félelmében elmenekül. Hatalmas vihar tör ki, amely áldozatokat kezd el szedni. Cyprine, a Witches 5 utolsó tagja mindenáron végezni akar Harukával. Megérkezik a többi harcos is, ám Cyprine úgy manipulálja őket, hogy egymás ellen forduljanak. Uszagira nem hat a varázs, ezért ő próbál meg szembeszállni Cyprine-nel, sikertelenül, mert megjelenik a nő "másik fele", Ptilol. Uszagi kérésére Mamoru és Csibiusza együttes erejüket használják, melynek hatására megjelenik a Szent Grál. | |                   |  |  |  |  |
| 8 | Act 33 – Mugen 7 Hensin – Super Sailor Moon (無限7 変身 Super Sailor Moon) 33. fejezet – Végtelenség 7 – Átváltozás – Super Sailor Moon                                                                                         | 2016. május 23.   |  |  |  |  |
| Most, hogy Uszagi Super Sailor Moon-ná képes változni, könnyűszerrel végez Cyprine-nel. A külső holdharcosok felfedik neki, hogy a három talizmán segítségével idézték meg Sailor Saturn-t az Ezüst Millennium idején, aki lecsapott a Csend Bárdjával, mindent elpusztítva. Most újra ez van készülőben, ráadásul Sailor Saturn Hotaru testében született újjá. Ha meg akarják menteni a világot, meg kell ölniük a lányt. A többi harcos nem ért egyet, ezért elhatározzák, hogy nem működnek együtt. Sailor Chibi Moon Hotaruhoz rohan, hogy megmentse az életét, de a lány váratlanul átváltozik egy felnőtt nővé, elveszi az Ezüstkristályát és a lelkét. Mivel a talizmánok nem reagálnak, a külső holdharcosok rájönnek, hogy nem Sailor Saturn ébredt fel, hanem valaki más. | |                   |  |  |  |  |
| 9 | Act 34 – Mugen 8 Mugen –Meikjú 1– (無限8「無限迷宮」1) 34. fejezet – Végtelenség 8 – Végtelenség – Labirintus 1- | 2016. május 30.   |  |  |  |  |
| Csibiusza haldoklik, egyedül Mamoru gyógyító képessége tartja életben. A külső holdharcosok azt mondják, hogy mivel nem Sailor Saturn ébredt fel, hanem Pharaoh 90 szolgája, Mistress 9, most már Csibiusza élete a tét, így Hotarut mindenképp meg kell ölni. A holdharcosok az akadémiához mennek, ahol a Witches 5 feltámasztott tagjai fogadják őket. Mindegyikük elkábít egy holdharcost, és megpróbál hatni rájuk, hogy hagyjanak fel a harcosléttel. Sailor Moon az egyetlen, aki meg tudja törni a varázst, de egyedül képtelen szembeszállni az ellenséggel, csak a hirtelen megérkező külső holdharcosok segítségével. Miközben legyőzik a démonná változott Kaolinite-ot, Mistress 9 elnyeli az Ezüstkristályt. | |                   |  |  |  |  |
| 10 | Act 35 – Mugen 9 Mugen –Meikjú 2– (無限9「無限迷宮」2) 35. fejezet – Végtelenség 9 – Végtelenség – Labirintus 2- | 2016. június 6.   |  |  |  |  |
| Pharaoh 90 összetöri a Taioron Kristályt, hiszen az Ezüstkristály birtoklásával már nincs rá szükségük. Hotaru lelke azonban még mindig él Mistress 9 testén belül és védelmezi Csibiusza lelkét és az Ezüstkristályt. A holdharcosok csapatokra válva behatolnak az akadémiára. Közben Tomoe professzor felfedi annak a történetét, hogyan adta el a lelkét Pharaoh 90-nek, hogy beteljesítse őrült elképzelését az ember-idegen hibrid létrehozásáról. Sailor Moon kénytelen végezni a démonná változott tudóssal. Miközben az épület összeomlik, a harcosokat egy sötét energiakitörés repíti el, Sailor Moon pedig visszaváltozik, miközben Pharaoh 90 és Mistress 9 megjelenik. | |                   |  |  |  |  |
| 11 | Act 36 – Mugen 10 Mugendaj – Dzsóuku (無限10 無限大―上空) 36. fejezet – Végtelenség 10 – Végtelen – Az égbolt | 2016. június 13.  |  |  |  |  |
| | |                   |  |  |  |  |
| 12 | Act 37 – Mugen 11 Mugendaj – Sinpaj (無限11 無限大―審判) 37. fejezet – Végtelenség 11 – Végtelen – Ítélet | 2016. június 20.  |  |  |  |  |
| | |                   |  |  |  |  |
| 13 | Act 38 – Mugen 12 Mugendaj – Tabidacsi (無限12 無限大―旅立ち) 38. fejezet – Végtelenség 12 – Végtelen – Utazás | 2016. június 27.  |  |  |  |  |
| | |                   |  |  |  |  |

## Szinkronhangok
| Főszereplő                                   | Japán hang       |
| -------------------------------------------- | ---------------- |
| Sailor Moon/Cukino Uszagi/Neo-Queen Serenity | Micuisi Kotono   |
| Tuxedo Mask/Csiba Mamoru/Endymion király     | Nodzsima Kendzsi |
| Sailor Mercury/Mizuno Ami                    | Kanemoto Hiszako |
| Sailor Mars/Hino Rei                         | Szató Rina       |
| Sailor Jupiter/Kino Makoto                   | Kosimizu Ami     |
| Sailor Venus/Aino Minako                     | Itó Sizuka       |
| Oszaka Naru                                  | Szató Szatomi    |
| Gurió Umino                                  | Jamasita Daiki   |
| Furuhata Motoki                              | Okamoto Hirosi   |
| Luna                                         | Hirohasi Rjó     |
| Artemisz                                     | Obajasi Jóhei    |
| Cukino Ikuko                                 | Mizutani Júko    |
| Csibiusza/Sailor Chibi Moon                  | Fukuen Miszato   |
| Tennó Haruka/Sailor Uranus                   | Minagava Dzsunkó |
| Kaió Micsiru/Sailor Neptune                  | Ohara Szajaka    |
| Meió Szecuna/Sailor Pluto                    | Ai Maeda         |
| Tomoe Hotaru/Sailor Saturn/Mistress 9        | Fudzsi Jukijó    |
| Diana                                        | Nakagava Soko    |

## Eltérések a mangához képest
Noha a Sailor Moon Crystal mangahű mű, dramaturgiai okokból valamint a cenzúra miatt néhány helyen mégis megváltoztatták.
- Az évadnyitó epizódot kétrészesre szedték szét, tekintettel arra, hogy az alapját képező mangatörténet is elég hosszú.
- Tompítottak a mangában erőteljesebben jelenlévő "juri" jellegzetességeken. Így például Makoto és Minako sem táplálnak romantikus érzéseket Haruka iránt.